# Bruno Mealli
Bruno Mealli (Loro Ciuffenna, 20 novembre 1937 – Loro Ciuffenna, 3 agosto 2023) è stato un ciclista su strada italiano nipote di Adalino Mealli, fratello del ciclista Marcello Mealli e del direttore di corse Franco Mealli.
Professionista dal 1961 al 1969, contava la vittoria di tre tappe al Giro d'Italia e di un Campionato italiano.

## Carriera
Mealli si fece notare già nella stagione di esordio tra i professionisti, quando vinse il Giro del Lazio. Fu protagonista al Giro d'Italia 1963 per aver indossato, contemporaneamente a un altro ciclista, Marino Fontana, durante la corsa, la maglia tricolore di campione italiano. A Mealli fu data dalla Federazione Ciclistica Italiana per la vittoria del Giro della Romagna, valido come ultima prova del campionato italiano, e a Fontana dalla Lega del Professionismo, che cercava l'indipendenza dall'ente ufficiale. Ben presto però il CONI stabilì che il legittimo campione era Mealli, risolvendo la situazione.
Nel corso della sua carriera ha corso anche nove edizioni della corsa rosa, vincendo tre tappe ed indossando anche la maglia di leader della classifica per cinque tappe nel 1965.  Quando era ancora in attività fu ideatore, con il fratello Franco, della Tirreno-Adriatico, corsa organizzata per preparare i corridori italiani per la Milano-Sanremo.

## Palmarès
- 1956 (dilettanti)

Gran Premio Pretola
- 1958 (dilettanti)

Coppa Ciuffenna
- 1959 (dilettanti)

Giro del Casentino
Firenze-Viareggio
- 1961 (Bianchi, una vittoria)

Giro del Lazio
- 1962 (Bianchi, quattro vittorie)

Giro dell'Emilia
Gran Premio Industria e Commercio di Prato
12ª tappa Giro d'Italia (Forlì > Lignano Sabbiadoro)
8ª tappa Volta Ciclista a Catalunya (Palafrugell > Barcellona)
- 1963 (Cynar, tre vittorie)

Campionati italiani, Prova in linea
Giro di Romagna
Gran Premio Ceramisti - Ponzano Magra
- 1964 (Cynar, tre vittorie)

Giro del Lazio
18ª tappa Giro d'Italia (Santa Margherita Ligure > Alessandria)
1ª tappa Tour de Luxembourg (Lussemburgo > Lussemburgo)
- 1965 (Bianchi, una vittoria)

15ª tappa Giro d'Italia (Novi Ligure > Diano Marina)
- 1966 (Bianchi, una vittoria)

Gran Premio Città di Camaiore
- 1967 (Salamini-Luxor TV, una vittoria)

Giro di Romagna

### Altri successi
- 1965 (Bianchi)

Classifica generale Trofeo Cougnet

## Piazzamenti

### Grandi Giri
- Giro d'Italia

1961: 54º
1962: ritirato
1963: 17º
1964: 30º
1965: 17º
1966: 25º
1967: 44º
1969: ritirato

### Classiche monumento
- Milano-Sanremo

1962: 9º
1964: 53º
1965: 32º
1966: 70º
1968: 96º
- Parigi-Roubaix

1961: 110º
- Giro di Lombardia

1964: 33º

### Competizioni mondiali
- Campionati del mondo

Sallanches 1964 - In linea: 23º
Lasarte-Oria 1965 - In linea: 12º